# 조 커크

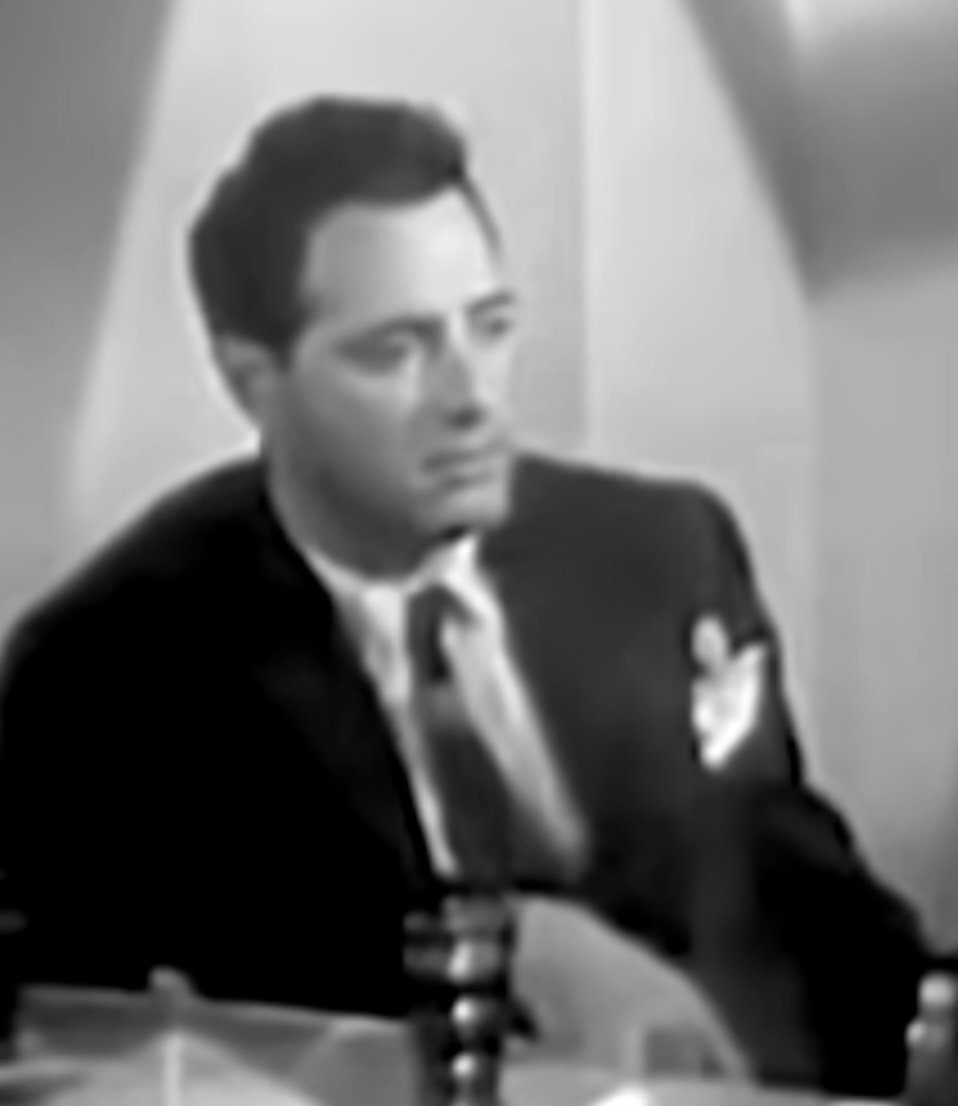

조 커크(Joe Kirk, 1903년 10월 1일 ~ 1975년 4월 16일)는 미국의 배우, 텔레비전 배우이다.
뉴욕에서 태어났으며 로스앤젤레스에서 사망하였다.

## 영화
- 이유없는 의심 (1956년)
- 애보트와 코스텔로- 크리스마스 쇼 (1952년)
- 애보트와 코스텔로 4 (1952년)
- 애보트와 코스텔로 2 (1948년)
- 프랑켄슈타인의 집 (1944년)
- 리오 리타 (1942년)
- 딕 트레이시 대 범죄 주식회사 (1941년)